# Nondo
Nondo est un village situé dans le département de Gounghin de la province de Kouritenga dans la région du Centre-Est au Burkina Faso.